# 竹永美紀
竹永 美紀（たけなが みき、1969年1月11日 - ）は、日本の実業家。ポーラ代表取締役社長、日本訪問販売協会会長。通称及川 美紀。

## 人物・経歴
宮城県石巻市出身。1991年東京女子大学文理学部英米文学科卒業卒業、ポーラ化粧品本舗（現ポーラ）入社、営業部配属。1年後に営業部の先輩と結婚し、埼玉県の販売会社に出向となった。埼玉エリアマネージャー、商品企画部長を歴任。
2012年商品企画・宣伝担当執行役員。2014年商品企画・宣伝・美容研究・デザイン研究担当取締役。2020年から同社初の女性代表取締役社長を務め、国内事業の展開を進めた。日本訪問販売協会会長兼務。趣味は美術鑑賞。